# جاشوا (تگزاس)
جاشوا، تگزاس(به انگلیسی: Joshua, Texas) شهری در ایالت تگزاس از ایالات جنوبی ایالات متحده آمریکا است. در سرشماری سال ۲۰۰۰، جمعیت این شهر ۵۵۷۴ نفر اعلام شد.